# Flying Lizard Motorsports

Logo von Flying Lizard Motorsports

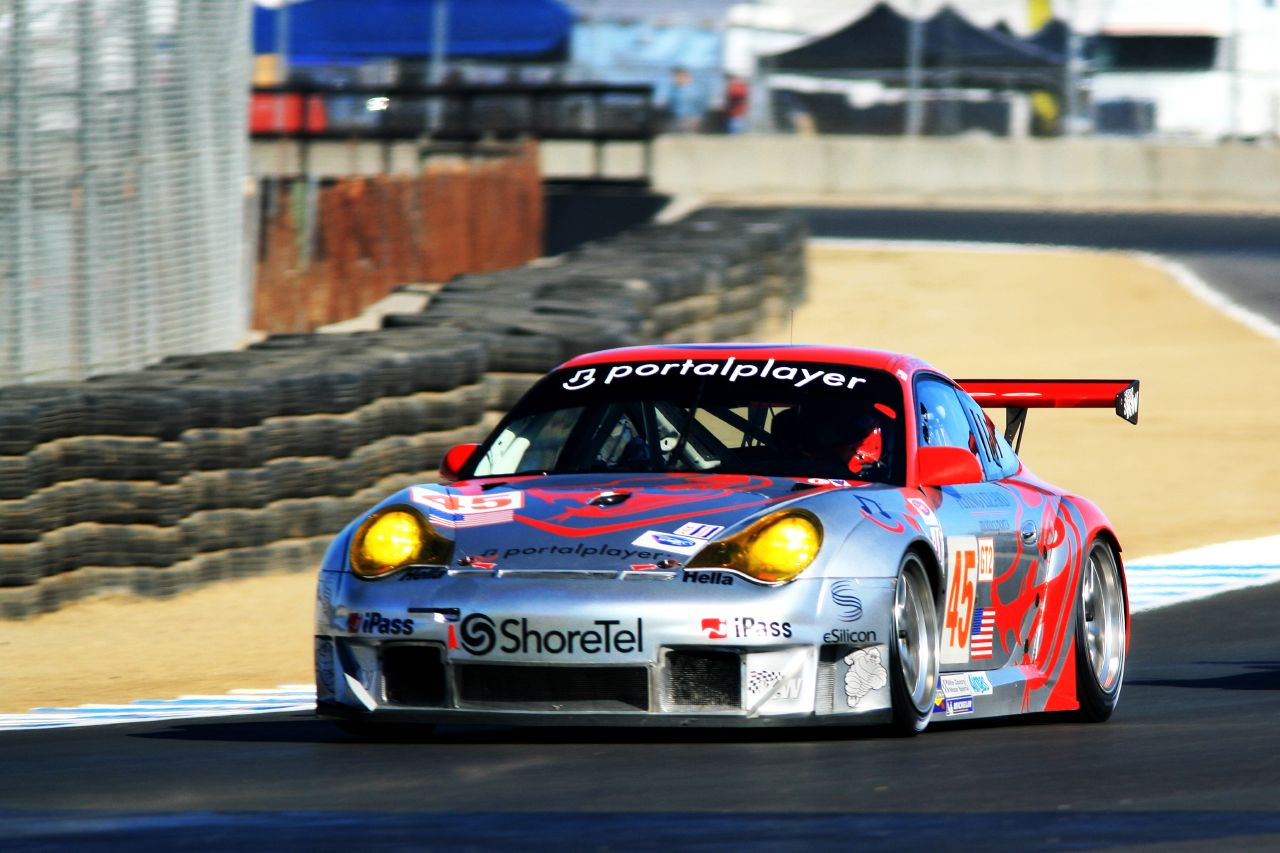
Einer der 911 GT3 RSR in Laguna Seca

Flying Lizard Motorsports ist ein Motorsport-Team aus Sonoma, Kalifornien. Das Team wurde Anfang 2003 von Seth Neiman gegründet, um an der American Le Mans Series teilzunehmen.

## Geschichte
Die Mannschaft erreichte Rang 2 in der GT2-Klasse im Jahre 2004 in der Fahrer- und der Teamwertung.
2006 nahm das Team mit zwei 996 Porsche 911 GT3 RSRs mit den Startnummern 44 und 45 an der kompletten ALMS-Saison teil. Weiterhin wurde bei den 24 Stunden von Le Mans ein vierter Platz in der GT2-Klasse erreicht.
Zu Beginn der Saison 2007 stieg die Mannschaft auf die nachfolgende Porsche 911 Generation um, den 997. Die Fahrer waren Johannes van Overbeek, Jörg Bergmeister und Marc Lieb im Auto mit der Nummer 45. Darren Law, Seth Neiman und Lonnie Pechnik teilten sich den Wagen 44. Das Auto 45 errang drei Siege und erreichte Platz zwei in der Teamwertung hinter Risi Competizione. Jörg Bergmeister und Johannes van Overbeek erreichten ebenfalls Platz zwei in der Fahrerwertung.
Die Saison 2008 wurde mit drei Autos bestritten. Das zusätzliche Fahrzeug wurde von Johannes van Overbeek, Patrick Pilet und Richard Lietz pilotiert. Den freien Platz in Auto 45 füllte Wolf Henzler. Gemeinsam mit Jörg Bergmeister konnte der erste Gesamtsieg für Flying Lizard Motorsports errungen werden.
Im Jahre 2009 trat das Team nur mit zwei Autos an. Das Auto 45 wurde von Jörg Bergmeister und Patrick Long gefahren. Nachdem das Team beim Saisonauftakt in Sebring mit einem stark beschädigten Auto Dritter wurde, gewannen sie die folgenden fünf Rennen in ihrer Klasse. Anschließend wurde die Konkurrenz deutlich stärker, als Rahal Letterman Racing mit ihrem BMW M3 GT2 und Pratt & Miller mit deren neuer Corvette antraten.